# Жељко Каран (драмски писац)
Жељко Каран (1956 — Костолац, 2012) био је српски драмски писац и позоришни редитељ.

## Биографија
Каран је режирао у аматерском позоришту у Костолцу: „Опера за три гроша“ Бертолда Брехта, „Два јелена“ по комаду Слободана Стојановића и Миливоја Илића, „Лудак и Опатица“ Станислава Виткијевича 1982. године.
Покренуо је 2001. године Удружење грађана „Позориште Цастеллум“.
Залагао се да се у позориштима Србије поставља више комада домаћих аутора.
Двоструки је добитник награде „Бранислав Нушић“.
Био је члан Удружења драмских писаца Србије.

## Одабрана делa
- Глиб, 2009.
- Дженериканци, 2010.